# Жанашаруа (Єнбекшиказахський район)
Жанаша́руа (каз. Жаңашаруа) — село у складі Єнбекшиказахського району Алматинської області Казахстану. Входить до складу Асинського сільського округу.
У радянські часи село називалось «Арал».
Населення —  (2021; 621 особа (2021; 628 у 2009, 597 у 1999, 736 у 1989).